# Maximum Joy
Maximum Joy – kompilacja zespołu Frankie Goes to Hollywood z 2000 roku.

## Lista utworów
CD 1:
1. „Relax” - 3:57
2. „Two Tribes” - 3:22
3. „Ferry Cross the Mersey” - 4:03
4. „The World Is My Oyster” - 1:58
5. „Welcome to the Pleasuredome” - 13:39
6. „Maximum Joy” - 5:30
7. „San Jose” - 3:09
8. „Warriors of the Wasteland” - 5:00
9. „Rage Hard” - 5:02
10. „War” - 6:12
11. „Watching the Wildlife” - 4:17
12. „Born to Run” - 4:05
13. „The Power of Love” - 5:30

CD 2:
1. „The Power of Love” (Rob Searle Club Mix) - 8:38
2. „Relax” (Club 69 Future Anthem Part 1) - 11:27
3. „Welcome to the Pleasuredome” (Nalin & Kane Remix) - 11:23
4. „Maximum Joy” (DJ Rene Club Mix) - 9:45
5. „Two Tribes” (Rob Searle Club Mix) - 9:18
6. „Welcome to the Pleasuredome” (Sander's Coming Home Mix) - 10:18
7. „Two Tribes” (Apollo Four Forty Remix) - 6:10

## Single
- 2000: „The Power of Love"
- 2000: „Two Tribes"
- 2000: „Welcome to the Pleasuredome"